# 고흥 옥하리 홍교
고흥 옥하리 홍교(高興 玉下里 虹橋)는 대한민국 전라남도 고흥군 고흥읍 옥하리에 있는 홍예교이다. 1978년 9월 22일 전라남도의 유형문화재 제73호로 지정되었다.

## 개요
고흥읍 옥하리와 서문리 마을에 흐르는 고흥천에는 약 150m 간격을 두고 2기의 다리가 놓여 있는데, 모두 무지개다리(홍예교)의 양식으로 건립된 돌다리이다.
위쪽에 있는 다리는 맨 밑바닥에 다듬은 돌을 놓고, 그 위로 27개의 직사각형돌을 무지개 모양으로 쌓았으며, 그 양 옆으로는 다듬은 돌과 막돌을 섞어 쌓아 올렸다. 맨 위에는 다시 직사각형돌을 덮어 통행의 무게를 견디도록 하였다. 무지개 모양의 앞면에는 용머리를, 반대쪽에는 용꼬리를 새겨 놓았다.
아래쪽 다리는 옥하리쪽에 있으며 위쪽 다리보다 규모가 크다. 다리를 쌓는 수법과 형태는 비슷하나 용머리가 다리의 아랫면 천장에 달려있다. 이 다리에는 만든 시기가 적혀있어 고종 8년(1871)에 건립되었음을 알 수 있다.
두 다리 모두 조선 후기에 만든 것으로, 규모가 크고 장엄하다. 현재 두 다리의 정상이 지면보다 휠씬 높은데, 이는 후대로 내려오면서 지형이 바뀐 탓으로 보인다.

## 참고 자료
- 고흥옥하리홍교 - 국가유산청 국가유산포털